# Sambhal
Sambhal est une ville de l'État de l'Uttar Pradesh en Inde.